# Никитин, Гавриил Иванович
Гаврии́л Ива́нович Ники́тин (23 марта (4 апреля) 1884, с. Измайлово, Московская губерния — 1910, с. Измайлово, Московская губерния) — русский рабочий, революционер, участник Декабрьского вооружённого восстания 1905 года в Москве.

## Биография
Родился 23 марта (4 апреля) 1884 года в Измайлове в семье русского рабочего, подольского мещанина Ивана Никитича Никитина и его жены Акилины Матвеевой, крещён 25 марта в Христорождественской церкви. Окончил Измайловское земское начальное народное училище и Ново-Горетовское училище. Некоторое время проучился в Морозовской ремесленной школе, но не окончил её. Был рабочим на фабрике Товарищества Измайловской мануфактуры.
Занимался революционной деятельностью, организовывал митинги и забастовки. Участвовал в Декабрьском вооружённом восстании 1905 года, был сотником боевой дружины. После революции 1905 года продолжил заниматься нелегальной деятельностью, за что был выслан в Тулу. Тайно посещал свою невесту в Измайлове и решил жениться. Во время свадьбы был арестован и на 3 месяца помещён в Бутырскую тюрьму, где тяжело заболел. Вскоре после освобождения умер. Похоронен на Измайловском кладбище.

## Семья
Жена — Екатерина Фёдоровна, урождённая Тюрина  (1 ноября 1887 - с 04.1910), дети:
- близняшки Мария и Александра, родились 9 апреля 1910 года, крещены в день рождения в Христорождественской церкви[5].

Сестра —  Дубинкина (ур. Никитина) Мария Ивановна (1888 — с 03.1927), её муж — сельца Ростокина крестьянин Дубинкин Василий Иванович (1887 — с 12.1926). Венчание пары, на котором Гавриил Иванович был поручителем по невесте, состоялось 17 октября 1908 года в Тихвинской церкви в Алексеевском. Брак расторгнут 28 декабря 1927 года.

## Память
В 1922 году в его честь была переименована Никитинская улица в Измайлове (бывшая улица Колдомка).